# Henry Lukin

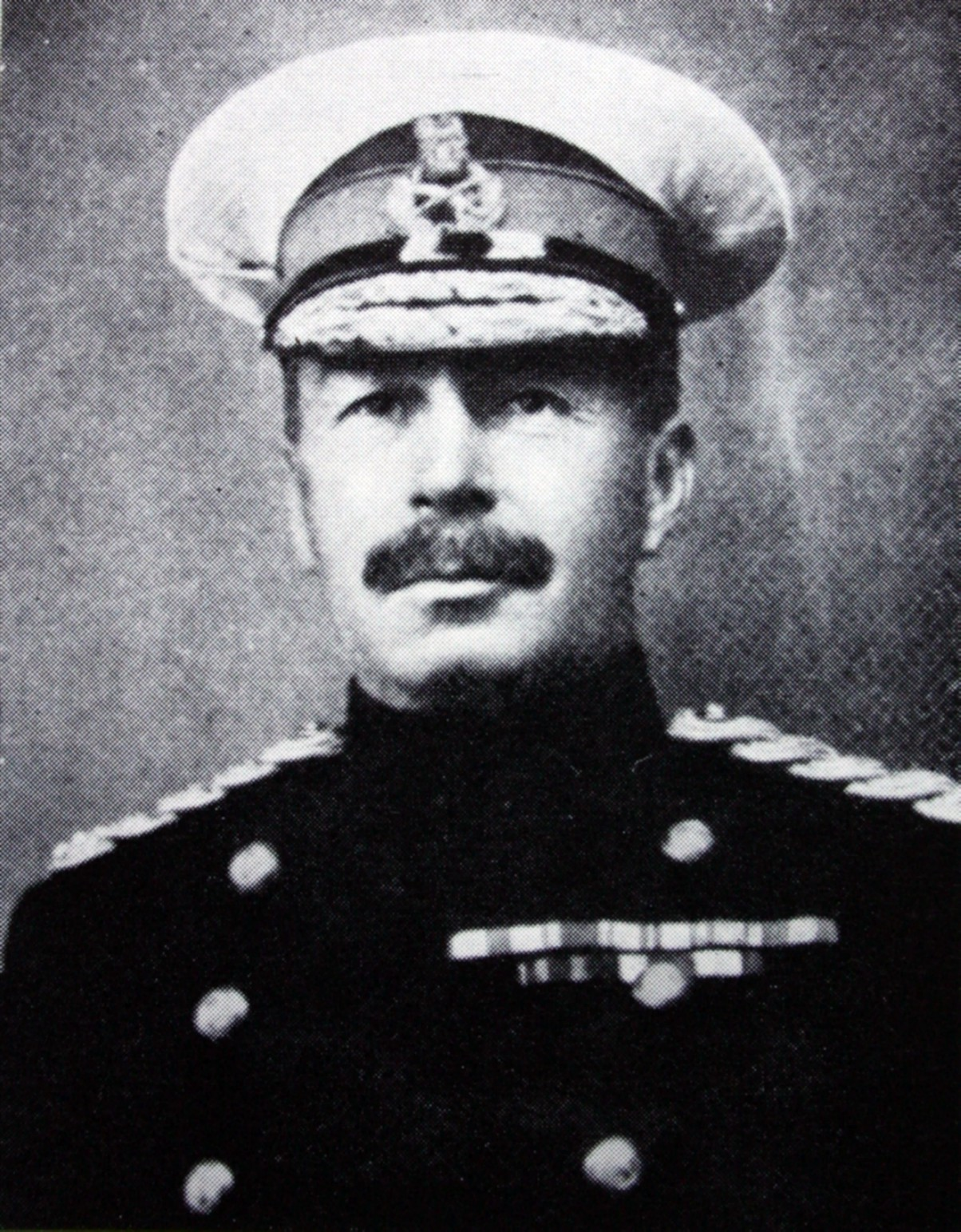
Henry Lukin

Sir Henry Timson Lukin, KCB, CMG, DSO (* 24. Mai 1860 in London; † 15. Dezember 1925 in Kapstadt) war im Ersten Weltkrieg ein südafrikanischer Generalmajor, der an der Westfront eingesetzt wurde.

## Leben
Henry Lukin wurde 1860 als einziger Sohn des Rechtsanwalts Robert Henry Lukin in Edith Villas, London-Fulham geboren, er hatte eine zwei Jahre jüngere Schwester; die Mutter starb, als „Harry“ 16 Jahre alt war. Nach Abschluss seiner Schulzeit an der Merchant Taylor’s School im Jahr 1875 hatte er gehofft, das Royal Military College Sandhurst zu besuchen, die Aufnahmeprüfungen aber nicht bestanden. Er besuchte dann die Knightshridge-Reitschule und absolvierte einen Infanteriekurs in den Chelsea Barracks in der City of Westminster. Lukin wurde am 2. Januar 1879 in Southampton auf dem Union Mailship „Nyanza“ nach Südafrika eingeschifft und landete schließlich in Durban. Am 22. Januar war die Schlacht von Isandlwana geschlagen worden, eine Katastrophe für die britische Armee. Drei starke Kolonnen wurden angewiesen, in Zululand einzurücken, es bestand zu dieser Zeit eine dringende Nachfrage nach Arbeitskräften, um die schlechten Straßen in Natalia ausbessern und auszubauen. Lukin war als Straßenvorarbeiter für eine Gruppe von afrikanischen Gefangenen verantwortlich, deren Aufgabe es war, die Wagenstraße zu verbessern und zu erweitern. Er erledigte seinen Dienst einige Wochen energisch, bis man auf eigene Truppen traf, worunter ein Bataillon der Royal Scots Fusiliers traf, dessen Adjutant Jack Spurgin zufällig sein Cousin war. Mit Hilfe von Spurgin wurde er bald in das 77. Regiment unter dem Kommando von Major H. M. Bengough übernommen und während des Zulukrieges eingesetzt. Er wurde 1881 als Leutnant in die Cape Mounted Riflemen aufgenommen und diente im Basuto-Krieg an der Grenze der Kapkolonie in Pondoland, Ciskei und Transkei eingesetzt. Er erhielt während eines Angriffs eine Schusswunde am Bein, bei der das Native Contingent die 17. Lancers unterstützte. Die Cape Mounted Riflemen operierten mit zwei Abteilungen. Der linke Flügel unter dem Kommando von Oberst Frederick Carrington war an Operationen gegen die Basuto beteiligt, und der rechte Flügel unter Oberst Zachary Bayly operierte sowohl in Basutoland als auch in Gcaleka. Lukin diente in der Kolonne unter Carrington, bis 1894 wurde das gesamte Ost- und Westpondoland annektiert.
Lukin lernte in dieser Zeit seine zukünftige Frau Miss Alice Lily Quinn kennen und heiratete sie 1891. Kurz danach wurde er Kommandeur des Artillerieregiments der Cape Mounted Riflemen, die damals nur mit Berggeschützen ausgerüstet war.
1893 ging er nach England, um höhere Kommandokurse der Schieß- und Signaltruppe zu besuchen, daneben absolvierte er einen Kurs über das neue Maxim-Maschinengewehr. Lukin wurde zum Captain befördert und befehligte eine CMR-Abteilung für Artillerie und Maschinengewehre in der Betschuana Field Force unter Oberstleutnant E. H. Dalgety. Als 1899 der Zweite Burenkrieg ausbrach, ging Lukin als Kommandeur der CMR-Artillerie- und Signal-Abteilung ins Feld. Als die Cape Colonial Division unter General Brabant und Colonel Dalgety aufgelöst wurde, befehligte Lukin Scobell's Column und später bis zum Ende des Burenkrieges die 1. Division der Kapkolonie. Als sich Oberst Dalgety Ende 1902 aus seinem Kommando zurückzog, wurde Lukin dessen Nachfolger als Kommandeur der Cape Mounted Riflemen ernannt. Er blieb in Südafrika und diente im Rang eines Obersten ab 1904 als Generalkommandant der Cape Colonial Forces. 1910 kommandierte er die Eskorte zum Schutz der Eröffnung des ersten Parlaments der südafrikanischen Union und im folgenden Jahr wurde er Kommandant der südafrikanischen Militär-Delegation bei der Krönung von König George V.
Am 1. Juli 1912 wurde er im Rang eines Brigadegenerals zum Generalinspektor der Ständigen Streitkräfte der Union Defence Force ernannt.
Zu Beginn des Ersten Weltkriegs nahm er im November und Dezember 1914 an den Operationen gegen die aufständischen Buren teil und kämpfte am 23. September 1914 mit der South African Mounted-Brigade (SAMR) in den Kämpfen von Sandfontein gegen die deutsche Kolonialtruppe in Deutsch-Südwestafrika. Im Juli 1915 wurde er zum Kommandeur der Demobilisierungstruppe in Deutsch-Südwestafrika ernannt und am 11. August zum Kommandeur der südafrikanischen 1. Infanterie-Brigade ernannt. Im September 1915 schiffte er sich nach Großbritannien und im Dezember 1915 nach Ägypten ein, um an der Kampagne gegen den Senussi teilzunehmen. Am 6. bis 9. Februar 1916 war er amtierender Kommandeur der Western Frontier Force in Ägypten und nahm am 26. Februar 1916 an den Operationen gegen den Senussi-Aufstand teil. Im April 1916 landeten derweil seine südafrikanische Brigade in Marseille und wurde während der Schlacht an der Somme ab 14. Juli 1916 im Delville Wood eingesetzt. Am 30. November 1916 wurde Lukin im Rang eines Generalmajors zum kommandierenden Generaloffizier der 9th (Scottish) Division ernannt. 1917 wurde er zum Ritter des Ordens vom Bath ernannt und vom Sultan von Ägypten mit dem Orden des Nils 3. Klasse ausgezeichnet. Im April 1918 wurde er zum Kommandeur der 64th (2. Highland) Division des Eastern Command ernannt. Am 26. März 1920 kehrte er nach Kapstadt zurück und wurde im Juli 1921 zum stellvertretenden Vorsitzenden des Delville Wood Memorial Committee ernannt. Er zog sich aus der Rente zurück und wurde während einer Konferenz zur Gründung der Liga im Jahr 1921 zum ersten Präsidenten der British Empire Service League in Südafrika gewählt. Als Mitglied des Verteidigungsrates von Südafrika wurde er am 28. Oktober 1924 zum Präsidenten einer Untersuchungskommission für Verteidigung ernannt.
Die bald vollzogene Auflösung der Cape Mounted Riflemen, hielt er für einen großen Fehler und es traf ihn auch persönlich schwer. Als ordentlicher Offizier besprach er drei Tage vor seinem Tod sein eigenes Bestattungsarrangement mit dem Kommandierenden Offizier am Kap. Die Träger seiner Beisetzung bestand hauptsächlich aus jenen Männern, die im Regiment gedient hatten, das er so gut geliebt und ausgebildet hatte. Lukin starb am 15. Dezember 1925 in seinem Haus Ascot in der Ascot Road in Kenilworth, Kapstadt. Er wurde auf dem Militärgelände im südöstlichen Teil des Friedhofs von Plumstead beigesetzt. Seine Familie errichtete ein hohes Kreuz aus Paarl-Granit, das von Robert Cane und Sons of Wynberg für 150 Pfund hergestellt worden war.